# Carlos Prunés
Carles Prunés Álvarez (Barcelona, 1937-2017) fue un dibujante de cómic, ilustrador y pintor español. Fue el primero de su nacionalidad en publicar en el mercado estadounidense.

## Biografía
Ingresó muy joven en la agencia Selecciones Ilustradas, desde la cual produjo innumerables historietas sentimentales y bélicas para el mercado británico, y de terror para el alemán. También ilustró varias historietas para Brigada Secreta de Toray en 1962 y El Cid para Galaor en 1966.
En 1967 o 1968, Prunés entabló contacto personalmente y sin intermediarios con Warren Publishing, produciendo varias historietas para la editorial estadounidense, incluyendo To be or not to be a Witch, la cual se publicó en el número 30 de la revista "Creepy" con gran sorpresa de los profesionales españoles.
Posteriormente, se centró en la ilustración y la pintura, por las que sentía mayor interés.